# 馬德里地鐵7號線
馬德里地鐵7號線（西班牙語：Línea 7）是馬德里地鐵一條路線，於1974年7月17日啟用，目前有31個車站，32.919 公里長。

## 歷史
最初來往新城站和拉斯姆薩斯站。1975年5月17日延長至美洲大道站。此後7號線多年維持着這段路線，由於7號線路線短、甚少人使用成為了問題。
1998至1999年決定延長至皮蒂什站，並分四階段進行。首先1998年4月1日延長至格雷戈里奧·馬拉尼翁站，再延長至運河站。第三段延長至巴爾德薩爾薩站，最後連接皮蒂什站。然而皮蒂什站曾經設有開放時間限制的車站，皮蒂什是一個很小的村莊，車站存在的主要目的是提供和西班牙國家鐵路服務的馬德里近郊鐵路轉乘，2018年5月1日以前，晚間服務時間提早結束，晚間大部分列車只營運至拉科馬站。此外亦興建了一個叫做阿羅約德爾帕弗雷斯諾的車站，但由於該站附近未有發展而未啟用。
2007年5月4日延長至科斯拉達和聖費爾南多。然而前往科斯拉達和聖費爾南多的乘客需要在位於马德里竞技俱乐部的奇維塔斯大都會球場旁的大都會球場站轉乘，反之亦然，延伸路段又被稱作7B線，而原有路線則名為7A線。2008年延長至德爾埃納雷斯醫院站

## 車輛
7號線使用安薩爾多百瑞達製造的馬德里地鐵7000和9000型列車，其中7A線使用6節編組列車，而7B線使用3節9000型列車，其中九辆9000 型列車采用增购列车。